# Jarno Rötgers
Jarno Rötgers (Zweeloo, 6 november 1978) is een voormalig profvoetballer die uitkwam voor FC Emmen. Hij doorliep de jeugdopleiding van die club en speelde van 1997 tot en met 1999 vier wedstrijden in het betaald voetbal. Daarna werd zijn contract niet verlengd en keerde hij terug naar het amateurvoetbal, naar ACV Assen. Vervolgens vertrok hij naar ZBC, de club uit Zweeloo waar hij ooit was begonnen.

## Statistieken
| Jaren     | Club     | Wedstrijden | Goals |
| --------- | -------- | ----------- | ----- |
| 1997-1998 | FC Emmen | 3           | 0     |
| 1998-1999 | FC Emmen | 1           | 0     |